# 이반 스테판
이반 스테판(불가리아어: Иван Стефан)은 1330년에서 1331년까지 8개월 간 불가리아의 차르였다.

## 생애
이반 스테판은 미하일 시슈만과 세르비아의 스테판 우로시 2세 밀루틴의 딸 안나의 장남이었다. 안나 네다의 어머니가 게오르기 테르테르 1세의 딸이었으므로 이반 스테판은 테르테르 왕가, 아센 왕가, 시슈만 왕가의 후손이었고 이들은 모두 쿠만인 계통이었다. 1323년 그의 아버지 미하일 시슈만이 왕위를 계승한 후 이반 스테판은 공동 황제가 되었다. 미하일 시슈만이 안나 네다와 이혼하고 비잔티움 제국의 미카일 9세의 딸 테오도라 팔라이올로기나와 결혼할 때 이반 스테판은 그의 어머니와 형제들과 함께 추방당했다.
불가리아의 미하일 시슈만은 1330년 7월 28일 벨버즈드 전투에서 패배하였고 그 자신은 부상을 입은 후 얼마 뒤 사로잡힌 채 사망했다. 8월 2일 불가리아 귀족들은 세르비아의 스테판 데찬스키에게 평화를 제의했다. 스테판 데찬스키는 므라카라고 알려진 곳에서 그들과 만났고 평화 제의를 수용하면서 이반 스테판이 황제가 되어야 한다고 하였다. 그러나 얼마 뒤 데찬스키는 아들 스테판 우로시 4세 두샨에게 폐위당한 후 즈베찬 요새로 추방되어 그 곳에서 죽었다.
므라카의 협약 후 1330년 8월 안나 네다와 이반 스테판은 터르노보로 가서 황제가 되었다. 이반 스테판은 이미 30대 초반이었지만 그의 어머니와 함께 통치하였다. 그 이유는 알려져있지 않다. 이반 스테판이 제위에 오른 후 미하일 시슈만의 두번째 아내 테오도라 팔라이올로기나는 수도에서 쫓겨나 콘스탄티노폴리스의 그녀의 남동생 안드로니코스 3세에게 보내졌다. 불가리아의 패배 소식을 들은 안드로니코스 3세는 회의를 소집하여 세르비아와의 전쟁을 포기하고 그의 군대를 약화된 불가리아로 돌렸다. 안드로니코스 3세는 그의 누이와 그녀의 아들들을 지킨다는 명분으로 옛 동맹을 공격하였다. 안드로니코스 3세의 군대가 마케도니아에서 준비가 되었을 때인 1330년 여름 그는 불가리아령 트라키아를 침공하였다. 안키알로, 메셈브리아, 아에토스, 크테니아, 루소카스트로, 얌볼 등이 싸우지도 않고 항복하였다.
이반 스테판의 재위 동안 그를 지지하는 사람은 삼촌 벨라우르 뿐이었고, 다른 귀족들은 그를 스테판 데찬스키의 부하로 여기고 여전히 적대적이었다. 결국 새 황제의 비잔티움에 대한 실패에 실망하여 1331년 3월 프로토베스티아리오스 라스킨과 로고테테 필리프가 쿠데타를 일으켰다. 로베치의 데스포트 이반 알렉산더르가 새 황제로 선택되었다. 이반 스테판은 그의 가족들과 함께 벨라우르의 영지인 니쉬로 가서 1년 반 정도 머물렀다. 1332년 그와 그의 어머니는 두브로브니크로 갔고 형제들은 킵차크 칸국으로 가서 그의 동생 시슈만은 몽골과 비잔티움 제국의 도움을 얻으려 했으나 아무 성과도 얻지 못했다. 그는 이반 알렉산더르의 압력으로 결국 스테판 우로시 4세 두샨에게 추방당했다.
데틀레프 슈바니케에 따르면 이반 스테판은 그의 어머니와 함께 남이탈리아로 가서 그곳에서 타렌토의 필리프 1세의 사생아와 결혼하였으나 아이는 얻지 못했다. 1342년 그는 미래의 비잔티움 황제 요한네스 6세 칸타쿠제노스의 콘스탄티노폴리스 탈출 기간 동안 함께 있었다. 20년 후 그는 시에나의 감옥에 갇혀 있었고 1373년 나폴리에서 사망한 것으로 보인다. 슈바니케는 이반 스테판이 1373년 슬로비차에서 죽었다고 적었다.

## 참고 문헌
- Andreev, Jordan; Milcho Lalkov (1996). The Bulgarian Khans and Tsars (in Bulgarian). Abagar. ISBN 954-427-216-X.
- Burmov, Al. History of Bulgaria during the Shishmans (in Bulgarian).
- Fine, John, V. A. (1987). The Late Medieval Balkans, A Critical Survey from the Late Twelfth Century to the Ottoman Conquest. Ann Arbor.
- Gregoras, Nicephorus. Byzantina historia
- Ivanov, Y. (1970). The Bulgarian Antiquities in Macedonia (in Bulgarian). Sofia.
- Schwennicke, Detlev Europäische Stammtafeln, Band II (1984)

| 전임 미하일 시슈만 | 제2차 불가리아 제국의 차르 1330년 ~ 1331년 | 후임 이반 알렉산더르 |